# Jessica Jones (tv-serie)
Marvel's Jessica Jones, eller kortere Jessica Jones, er en amerikansk net-tv-serie skabt for Netflix af Melissa Rosenberg. Den er baseret på Marvel Comics-skikkelsen med samme navn. Den finder sted i "Marvels filmunivers", "Marvel Cinematic Universe", og deler baggrund med flere andre film i denne serien. Den er den anden Netflix-serie som leder op til Defenders-miniserien. Tv-serien er produceret af Marvel Television i samarbejde med ABC Studios og Tall Girls Productions, med Rosenberg som showrunner.

## Afsnit
| Sæson | Sæson | Afsnit | Oprindelig udgivelsesdato |
| ----- | ----- | ------ | ------------------------- |
|       | 1     | 13     | 20. november 2015         |
|       | 2     | 13     | 8. marts 2018             |
|       | 3     | 13     | 14. juni 2019             |

## Medvirkende

### Hovedroller
- Krysten Ritter som Jessica Jones
- Mike Colter som Luke Cage
- Rachael Taylor som Trish "Patsy" Walker
- Wil Traval som Will Simpson
- Erin Moriarty som Hope Shlottman
- Eka Darville som Malcolm
- Carrie-Anne Moss som Jeri Hogarth
- David Tennant som Kilgrave

### Biroller
- Susie Abromeit som Pam
- Rebecca De Mornay som Dorothy Walker
- Colby Minifie som Robyn
- Kieran Mulcare som Ruben
- Clarke Peters som Oscar Clemons
- Michael Siberry som Albert Thompson
- Robin Weigert som Wendy Ross-Hogarth

### Gæsteoptrædener
- James Colby som Brian Jones: Jessicas far.
- Rosario Dawson som Claire Temple
- Lisa Emery som Louise Thompson, Kilgraves mor.
- Parisa Fitz-Henley som Reva Connors
- Royce Johnson as Brett Mahoney
- Thomas Kopache som Kozlov
- Billy McFadden som Phillip Jones
- Miriam Shor som Alisa Jones, Jessicas mor.

Stan Lee er i kraft af fotografier, de samme som blev set i Daredevil.